# Arne Svendsen
Arne Augustin Svendsen, född 11 december 1884 på Otterøya i nuvarande Namsos kommun, död 20 november 1958 i Oslo, var en norsk visdiktare, skådespelare och revyförfattare.

## Biografi
Svendsen växte upp i Vik väster om Namsos. Sexton år gammal flyttade han till Fredrikstad där han arbetade som frisör och barberare. År 1911 skrev han där sin första revy för Fredrikstad Arbeiderforening och gjorde sig bemärkt i lokalpressen. Debuten följdes av fem nya revyer årligen fram till 1920. Å 1920 såg Ernst Rolf några av Svendsens revyer och köpte fem sånger av honom, den mest kända "Jeg fødtes utpå Nordsjøen". Ryktet om Svendsens revyer nådde huvudstaden Kristiania och 1920 såg Chat Noirs Victor Bernau revyn Spiritus och ville ha den till sin egen teater. Föreställningen bearbetades och sattes upp på Chat Noir våren 1921. Från det var Svendsen husdiktare vid Chat Noir tillsammans med Per Kvist och Finn Bø. Svendsen var också verksam som skådespelare vid Chat Noir och spelade 1928–1930 även in ett fåtal grammofonskivor. Därtill skrev han schlagers, översatte internationella sånger och revyvisor och skrev revyer för andra teaterscener. Från 1937 ingick han i en större revyförfattargrupp som skrev revyer för Det Nye Teater, Carl Johan Teatret, Edderkoppen Teater och Chat Noir. År 1951 blev Svendsens 40-årsjubileum som revyförfattare firat med en konsert vid Saga Kino. Vid hans 70-årsdag 1954 blev han hedrad med en festafton på Chat Noir. År 1955 hade han sin sista stora framgång med "E'hel ei, e'halv ei" som skrevs för Lalla Carlsen och lanserades som Chat Noirs första jazzrevy.
Med sin närmare 2 500 texter är Svendsen en av Norges mest produktive revyförfattare genom tiderna. Till hans mer kända texter hör "Hu svigermor å’n Evensen og kjærringa og jeg", "Ei hel ei, ei halv ei for to", "Serru, serru" og "Liddeli flaut a get". Han är känd för de texter han skrev åt Lalla Carlsen, bland annat hennes genombrottsvisa "Liberia hushjelp" från 1923.
Vid sidan av teatern var Svendsen med och grundade Tono 1928, Norsk Revyforfatterforening 1935 och Nordisk Revyunion 1948. Därtill var han dagligen bonde på Ødegård i Askim. Han medverkade också i tre stumfilmer 1924–1927.

## Familj
Svendsen var son till August Svendsen och Anna Kristine Sæther. Han var gift första gången 1903–1933 med sömmerskan Jenny Claudine Andersen (skilda)  och andra gången från 1933 med skådespelaren Lilly Margrethe Andersen. Han var far till Kolbjørn Svendsen, som tonsatt många av faderns texter, och Herberth Svendsen, den senare resultatet av en utomäktenskaplig förbindelse med Cecilie Bernstein, en ung judisk flykting från Ryssland.

## Filmografi
- 1924 – Til sæters – prästen
- 1926 – Simen Mustrøens besynderlige opplevelser – prästen Theodor
- 1927 – Sju dagar för Elisabeth – direktör Vaaler
- 1933 – Op med hodet! – sig själv